# Sender Kleve
Der Sender Kleve ist eine Anlage des Westdeutschen Rundfunks zur Verbreitung von Hörfunk- und Fernsehprogrammen auf dem Bresserberg in Kleve.

## Technik und Geschichte
Der Sender Kleve ging am 22. Dezember 1953 in Betrieb und verwendete als Antennenträger einen gegen Erde isolierten, selbststrahlenden Sendemasten, an den später Sendeantennen für UKW und Fernsehen montiert wurden. 1971 wurde dieser gegen einen geerdeten Rohrmast mit einer Reusenantenne für Mittelwellenrundfunk ersetzt.
Doch auch dieser Mast genügte zu Beginn der 1990er Jahre nicht mehr den Ansprüchen. Er wurde  1994 durch einen 126 Meter hohen Stahlrohrmast ersetzt, der in zwei Ebenen in 57 Meter und 105 Meter Höhe mittels Pardunen abgespannt ist. Da der Mittelwellensendebetrieb am 31. Dezember 1993 aufgegeben wurde (der Sender arbeitete im Gleichwellenbetrieb auf 702 kHz mit den Sendern Aachen-Stolberg, Siegen und Herford), erhielt dieser Mast keine Sendeantenne für Mittelwelle mehr.

## Abbildungen

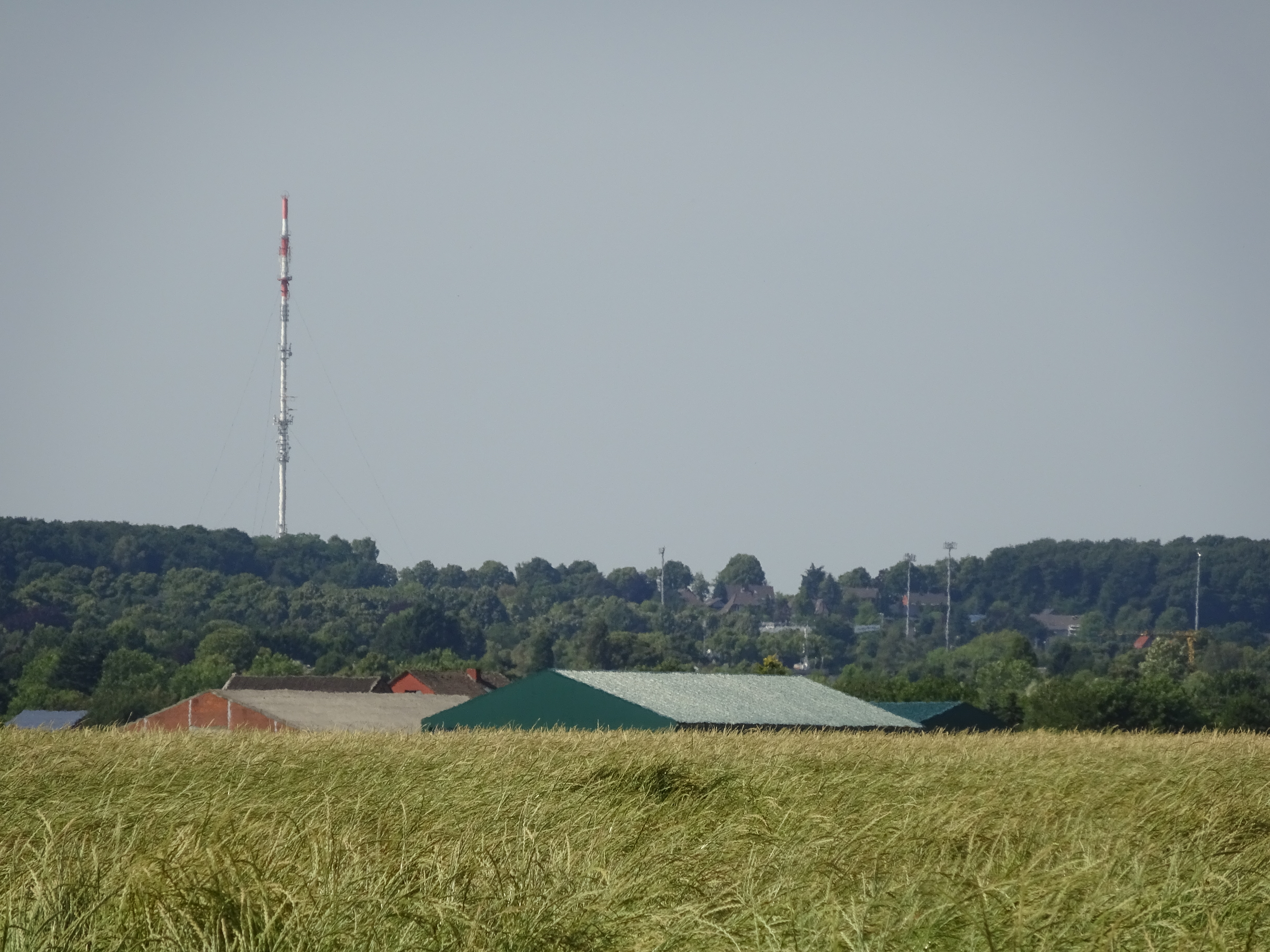
Skyline mit Sendemast in Kleve

## Ausgestrahlte Programme

### Analoges Radio (UKW)
Während die Programme des WDR durch eigene Technik und mit eigenem Personal betrieben werden, wird die Frequenz von Antenne Niederrhein durch den Sendernetzbetreiber Uplink Network GmbH aus Düsseldorf ausgestrahlt.
| Frequenz (in MHz) | Programm            | RDS PS            | RDS PI               | Regionalisierung | ERP (in kW) | Antennendiagrammrund (ND)/gerichtet (D) | Polarisationhorizontal (H)/vertikal (V) |
| ----------------- | ------------------- | ----------------- | -------------------- | ---------------- | ----------- | --------------------------------------- | --------------------------------------- |
| 93,3              | WDR 2               | WDR_2_RR WDR_2___ | D792 (regional) D392 | Rhein-Ruhr       | 2           | ND                                      | H                                       |
| 97,3              | WDR 3               | WDR_3___          | D393                 | –                | 2           | ND                                      | H                                       |
| 98,0              | Antenne Niederrhein | ANTENNE_          | D359                 | –                | 1           | D (80–170°)                             | V                                       |
| 99,7              | WDR 5               | WDR_5___          | D395                 | –                | 2           | ND                                      | H                                       |
| 101,7             | WDR 4               | WDR_4___          | D394                 | Rhein-Ruhr       | 2           | ND                                      | H                                       |
| 103,7             | 1 Live              | _1LIVE__          | D391                 | –                | 2           | ND                                      | H                                       |

### Digitales Radio (DAB/DAB+)
DAB beziehungsweise der Nachfolgestandard DAB+ wird in vertikaler Polarisation und im Gleichwellenbetrieb mit anderen Sendern ausgestrahlt. Am 29. August 2012 erfolgte der Wechsel von DAB-Kanal 12D auf DAB-Kanal 11D. Über diesen wird derzeit der Multiplex Radio für NRW mit den Programmen des WDR und einer Leistung von 10 kW ERP übertragen.
| Block                        | Programme (Datendienste) | ERP (kW) | Antennen- diagramm rund (ND), gerichtet (D) | Polarisation horizontal (H)/ vertikal (V) | Gleichwellennetz (SFN) |
| ---------------------------- | --- | -------- | ------------------------------------------- | ----------------------------------------- | --- |
| 11D Radio für NRW (D__00236) | - 1 Live (88 kbps) - 1 Live diggi (88 kbps) - WDR 2 Rhein-Ruhr (RR) (88 kbps) - WDR 2 Ostwestfalen-Lippe (OW) (88 kbps) - WDR 2 Südwestfalen (SW) (88 kbps) - WDR 3 (120 kbps) - WDR 4 Rhein-Ruhr (RR) (88 kbps) - WDR 4 Ostwestfalen-Lippe (OW) (88 kbps) - WDR 4 Südwestfalen (SW) (88 kbps) - WDR 5 (88 kbps) - WDRcosmo (80 kbps) - WDR Maus (80 kbps) - WDR Event (56 kbps) - WDR EPG (8 kbps) - ARD TPEG (16 kbps) | 10       | D (20–210°)                                 | V                                         | - Region Aachen: Aachen (Stolberg-Donnerberg), Eifel (Dahlem-Bärbelkreuz) - Bergisches Land: Engelskirchen (Hohe Warte), Gummersbach (Kerberg), Remscheid (Hohenhagen), Wuppertal (Auf der Königshöhe) - Rheinland: Bonn (Venusberg), Köln (Kölnturm) - Rhein-Ruhr: Düsseldorf (Rheinturm), Gelsenkirchen-Scholven, Kleve (Bresserberg), Langenberg (Hordtberg), Viersen (Süchtelner Höhen) - Ruhrgebiet: Dortmund (Florianturm) - Münsterland: Ibbenbüren (Blomenkamp), Münster (Nottuln-Baumberge), Oelde (Mackenberg), Schöppingen - Ostwestfalen-Lippe: Bad Oeynhausen (P.Westf.-Wittekindsberg), Bielefeld (Hünenburg), Herford (Eggeberg), Höxter (Holzminden), Stemwede (Arrenkamp), Teutoburger Wald (Bielstein), Warburg, Willebadessen (Eggegebirge) - Südwestfalen: Arnsberg (Schlossberg), Biedenkopf (Sackpfeife), Ederkopf (Oberste Henn), Hallenberg (Bollerberg), Hochsauerland (Hunau), Lennestadt (Kuhhelle), Meschede, Nordhelle, Olsberg, Siegen (Giersberg) |

### Digitales Fernsehen (DVB-T)
Die DVB-T-Ausstrahlungen laufen in horizontaler Polarisation im Gleichwellenbetrieb (Single Frequency Network) mit anderen Sendestandorten. In Klammern ist die angebotene Regionalisierung angegeben.
| Bouquet            | Frequenz (MHz) | Kanal | Programme | ERP (kW) |
| ------------------ | -------------- | ----- | --- | -------- |
| ARD Digital (WDR)  | 690            | E48   | - Das Erste - ARTE - Phoenix - One | 5        |
| ARD regional (WDR) | 674            | E46   | - WDR Fernsehen (Düsseldorf/Duisburg/Bergisches Land) - MDR Fernsehen (Sachsen-Anhalt) - NDR Fernsehen (Niedersachsen) - SWR Fernsehen Rheinland-Pfalz | 5        |

### Analoges Fernsehen
Bis zur Umstellung auf DVB-T wurden folgende Programme in analogem PAL gesendet:
| Kanal | Frequenz (MHz) | Programm        | ERP (kW) | Sendediagramm rund (ND)/ gerichtet (D) | Polarisation horizontal (H)/ vertikal (V) |
| ----- | -------------- | --------------- | -------- | -------------------------------------- | ----------------------------------------- |
| 46    | 671,25         | Das Erste (WDR) | 100      | ND                                     | H                                         |